# Marathon van Berlijn 2011

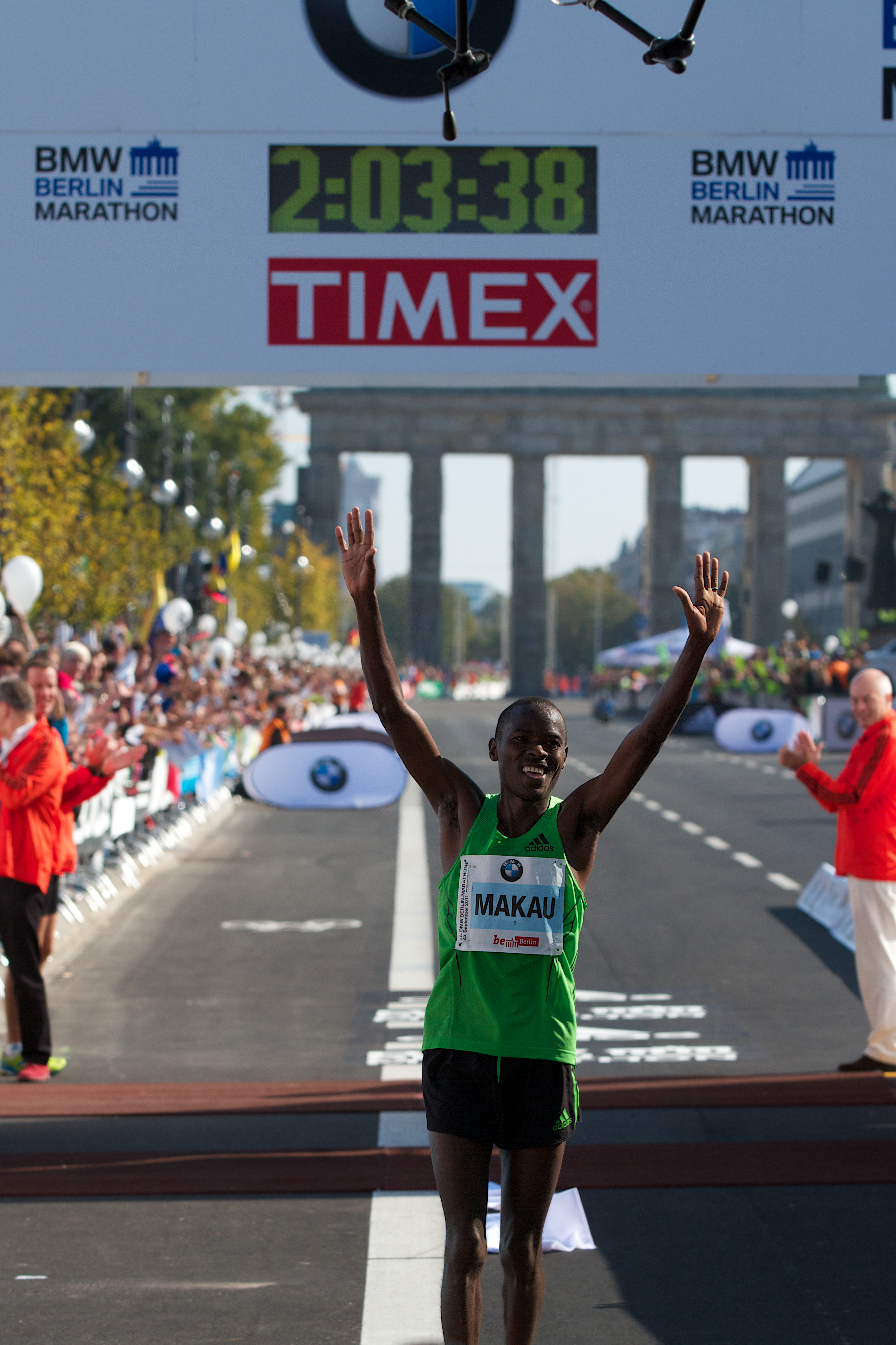
Patrick Makau finisht in een wereldrecordtijd.

De marathon van Berlijn 2011 vond plaats op zondag 25 september 2010. Het was de 38e editie van deze marathon.
Net als het jaar ervoor won de Keniaan Patrick Makau Musyoki de wedstrijd bij de mannen, maar ditmaal deed hij dit in de wereldrecordtijd van 2:03.38. Hij verbeterde hiermee het vorige record, dat in handen was van Haile Gebrselassie. Deze deed zelf ook mee, maar moest wegens ongemakken bij het 35 km-punt uitstappen. Gangmaker Stephen Chemlany uit Kenia finishte de wedstrijd wel, namelijk in 2:07.55.
Bij de vrouwen ging de overwinning ook naar Kenia: hier was het de op deze afstand debuterende Florence Kiplagat, de wereldkampioene halve marathon uit 2010, die de snelste bleek in 2:19.44. Hiermee realiseerde zij niet alleen de derde wereldjaartijd, het was tevens de vijfde keer dat er in Berlijn een vrouw onder de 2 uur en 20 minuten finishte. De Britse Paula Radcliffe moest genoegen nemen met een derde plaats.
In totaal finishten er 32.997 marathonlopers, waarvan 25.576 mannen en 7421 vrouwen.
Het evenement werd gesponsord door BMW.

## Marathon
Mannen
| rang   | naam                    | land | tijd    |
| ------ | ----------------------- | ---- | ------- |
| Goud   | Patrick Makau Musyoki   | KEN  | 2:03.38 |
| Zilver | Stephen Kwelio Chemlany | KEN  | 2:07.55 |
| Brons  | Edwin Kimaiyo           | KEN  | 2:09.50 |
| 4      | Felix Limo              | KEN  | 2:10.38 |
| 5      | Scott Overall           | GBR  | 2:10.55 |
| 6      | Ricardo Serrano         | ESP  | 2:13.32 |
| 7      | Pedro Nimo              | ESP  | 2:13.34 |
| 8      | Simon Munyutu           | FRA  | 2:14.20 |
| 9      | Driss El Himer          | FRA  | 2:14.46 |
| 10     | Hendrick Ramaala        | RSA  | 2:16.00 |

Vrouwen
| rang   | naam              | land | tijd    |
| ------ | ----------------- | ---- | ------- |
| Goud   | Florence Kiplagat | KEN  | 2:19.44 |
| Zilver | Irina Mikitenko   | GER  | 2:22.18 |
| Brons  | Paula Radcliffe   | GBR  | 2:23.46 |
| 4      | Atsede Habtamu    | ETH  | 2:24.25 |
| 5      | Tatjana Petrova   | RUS  | 2:25.01 |
| 6      | Anna Incerti      | ITA  | 2:25.32 |
| 7      | Rosaria Console   | ITA  | 2:26.10 |
| 8      | Valeria Straneo   | ITA  | 2:26.33 |
| 9      | Eri Okubo         | JPN  | 2:28.49 |
| 10     | Miranda Boonstra  | NED  | 2:29.23 |

### Rolstoelwedstrijd
Mannen
| rang   | naam           | land | tijd    |
| ------ | -------------- | ---- | ------- |
| Goud   | Marcel Hug     | SUI  | 1:29.31 |
| Zilver | Heinz Frei     | SUI  | 1:29.32 |
| Brons  | Brett McArthur | AUS  | 1:35.04 |

Vrouwen
| rang   | naam                 | land | tijd    |
| ------ | -------------------- | ---- | ------- |
| Goud   | Edith Hunkeler       | SUI  | 1:45.20 |
| Zilver | Sandra Graf          | SUI  | 1:45.21 |
| Brons  | Francesca Porcellato | ITA  | 1:46.47 |

## Inlineskates
Mannen
| rang   | naam            | land | tijd    |
| ------ | --------------- | ---- | ------- |
| Goud   | Ewan Fernandez  | FRA  | 1:01.26 |
| Zilver | Roger Schneider | SUI  | 1:02.38 |
| Brons  | Julien Levrard  | FRA  | 1:02.43 |

Vrouwen
| rang   | naam                 | land | tijd    |
| ------ | -------------------- | ---- | ------- |
| Goud   | Sabine Berg          | GER  | 1:14.56 |
| Zilver | Giovanna Turchirelli | ITA  | 1:14.56 |
| Brons  | Tina Strüver         | GER  | 1:14.56 |

1974 ·
1975 ·
1976 ·
1977 ·
1978 ·
1979 ·
1980 ·
1981 ·
1982 ·
1983 ·
1984 ·
1985 ·
1986 ·
1987 ·
1988 ·
1989 ·
1990 ·
1991 ·
1992 ·
1993 ·
1994 ·
1995 ·
1996 ·
1997 ·
1998 ·
1999 ·
2000 ·
2001 ·
2002 ·
2003 ·
2004 ·
2005 ·
2006 ·
2007 ·
2008 ·
2009 ·
2010 ·
2011 ·
2012 ·
2013 ·
2014 ·
2015 ·
2016 ·
2017 ·
2018